# Christian Hanussek
Christian Hanussek (Frankfurt am Main, 1953) è un artista, critico d'arte, africanista, curatore e scrittore tedesco.

## Vita e carriera
Christian Hanussek nasce nel 1953 a Francoforte sul Meno in Germania. Studia arte e teoria dell'arte alla Städelschule di Francoforte e all'interno di ateliers '63 ad Harlem nei Paesi Bassi. Comincia a lavorare come artista a partire dal 1978. In Camerun partecipa all'Ars&Urbis International Workshop 2007 organizzato a Douala e promosso da doual'art e la Fondazione iStrike, presenta l'opera di Joseph-Francis Sumégné all'interno delle conferenze di SUD-Salon Urbain de Douala del 2007. Vive a Berlino.

## Attività
La produzione artistica di Christian Hanussek utilizza come strumenti di espressione pittura, film, video e installazioni. Nel 2001 fonda insieme a Masour Ciss Kanakassy e Baruch Gottlieb il progetto Laboratoire Déberlinisation, che contribuisce al dibattito Nord-Sud e alla condizione post-coloniale dell'Africa. Collabora a partire dal 1997 con l'artista Salifou Lindou. Con Salifou Lindou espone nel 2007 a Berlino, nel 2008 a Dakar, nel 2009 a Douala e Monaco. Sempre con Salifou Lindou realizza anche la serie di fotografie Parfum presentate nel 2010 nella mostra Stardust in a Nutshell
Lavora con il Rika Collective di Nairobi.
Il suo lavoro artistico è esposto al Museum Wiesbaden (1989), alla galleria Forum (1992) e al Behörden-Zentrum (1994) di Francoforte.

### Curatela e ricerca
Christian Hanussek ha avuto un ruolo centrale nello studio e nella valorizzazione dell'arte contemporanea africana e in particolare dei protagonisti e delle istituzioni culturali che operano in Africa. È curatore del progetto Meanwhile in Africa… e della serie di esposizioni e della pubblicazione Afropolis. Fa parte del gruppo di ricerca metroZones | study group the Urban Cultures of Global Prayers con il quale cura l'esposizione the Urban Cultures of Global Prayers e Self Made Urbanism: Peripheries of a Cosmopolitan City.

## Pubblicazioni
Oltre ai libri e ai cataloghi relativi ai suoi progetti espositivi, Christian Hanussek collabora con le riviste Third Text e NKA Journal of Contemporary African Art.
- C. Hanussek, Écrire Dak'Art (entendus, sous-entendus et malentendus) in "Africultures".
- C. Hanussek, Cameroon: An Emerging Art Scene in "NKA (rivista)|NKA Journal of Contemporary African Art", n. 13/14, Sping/Summer 2001, pp. 100–105.
- C. Hanussek, The Context of the Dakar Biennale? in "Third Text", 2004, n. 66, p. 84-86.
- C. Hanussek, Meanwhile in Africa… Artists groups, art-initiatives and art journals in Africa in "Africa e Mediterraneo", n. 58, 4/06.
- C. Hanussek, La Nouvelle Liberté, or: Le Nju-Nju du Rond-Point. A field study on art in public space in Africa Archiviato il 4 marzo 2016 in Internet Archive.,
- C. Hanussek and Salifou Lindou, Quel Est l'Endroit Idéal? in "African Cities Reader", n. 1, 2010, pp. 150–153
- Afropolis: City/Media/Art, a cura di Kerstin Pinther, Larissa Förster e Christian Hanussek, Jacana Media, 2013. ISBN 1431403253, 9781431403257.